# Simpsonichthys
Simpsonichthys es un género de peces de agua dulce de la familia de los rivulinos,  distribuidos por ríos de América del Sur.

## Especies
Las especies de este género se encuentran actualmente en revisión, habiendo sido trasladadas muchas de ellas a otros géneros de la familia mediante criterios filogenéticos bioquímicos. Actualmente se consideran las siguientes especies válidas:
- Simpsonichthys alternatus (Costa y Brasil, 1994)
- Simpsonichthys boitonei Carvalho, 1959
- Simpsonichthys cholopteryx Costa, Moreira y Lima, 2003
- Simpsonichthys delucai Costa, 2003
- Simpsonichthys fasciatus Costa y Brasil, 2006
- Simpsonichthys gibberatus Costa y Brasil, 2006
- Simpsonichthys margaritatus Costa, 2012
- Simpsonichthys marginatus Costa y Brasil, 1996
- Simpsonichthys multiradiatus (Costa y Brasil, 1994)
- Simpsonichthys nielseni Costa, 2005
- Simpsonichthys nigromaculatus Costa, 2007
- Simpsonichthys ocellatus Costa, Nielsen y de Luca, 2001
- Simpsonichthys parallelus Costa, 2000
- Simpsonichthys punctulatus Costa y Brasil, 2007
- Simpsonichthys rufus Costa, Nielsen y de Luca, 2001
- Simpsonichthys santanae (Shibatta y Garavello, 1992)
- Simpsonichthys similis Costa y Hellner, 1999
- Simpsonichthys stellatus (Costa y Brasil, 1994)
- Simpsonichthys trilineatus (Costa y Brasil, 1994)
- Simpsonichthys virgulatus Costa y Brasil, 2006
- Simpsonichthys zonatus (Costa y Brasil, 1990)